# 쇼노트
쇼노트(영어: SHOWNOTE)는 대한민국의 공연 제작 기업으로 카카오엔터테인먼트의 자회사 스타쉽 엔터테인먼트의 자회사이다.

## 소개
쇼노트는 대중성과 예술성 그리고 다양성을 겸비한 라이브 엔터테인먼트 콘텐츠 개발을 목표로 2005년 출범한 이래 뮤지컬, 콘서트, 연극, 쇼케이스, 어린이 공연, 전시, 팬미팅 등의 영역에서 다양한 라이브 엔터테인먼트 라인업을 구축해 오고 있다.
쇼노트의 주요 라이선스 뮤지컬로는 [멤피스], [헤드윅], [이프덴], [그레이트 코멧], [매디슨 카운티의 다리], [리지], [벽을 뚫는 남자], [구텐버그], [블러드 브라더스], [스핏파이어그릴], [젠틀멘스 가이드], [톡식히어로] 등이 있다. 창작 뮤지컬로는 [첫사랑], [미녀는 괴로워], [미스터 마우스] 등이 있으며, 조지오웰 원작의 [1984]를 뮤지컬로 개발하는 등 전세계를 겨냥한 탄탄한 고유 콘텐츠를 확보해 나가고 있다. 주요 연극으로는 [졸업], [버자이너 모놀로그], [내 남자는 원시인], [굿바디] 등이 있고, [알앤제이(R & J)]와 [테베랜드] 등 쇼노트만의 연극 라인업도 화려하다.
콘서트 분야에서는 YB, 윤도현, 부활, 패티김, 이소라, 박정현, 플라이투더스카이, 거미, 이소라, 자우림, 정태춘&박은옥, 015B, 윤상, 서문탁, 신혜성, 전진, 김동완, 바이브, 뜨거운 감자, 문명진, 포맨 등의 중견 아티스트는 물론, 아이브, 레드벨벳, 에스파, 세븐틴, 몬스타엑스, 포미닛, 프리스틴, 우주소녀, 비투비 등 아이돌 그룹까지 다양한 스펙트럼의 라인업을 선보여왔다. 더불어서 김제동, 김미경 등 “토크콘서트” 장르의 정착과 상업화에 탁월한 성과를 이루었으며, 이 분야의 선두 주자로서 계속적으로 아이템을 발굴, 그 영역을 확장 시켜 나가고 있다. 2017년 세븐틴 월드투어를 시작으로 한국을 넘어 해외로 시장을 넓혀 나가고 있고, 2018년 여름 헤드윅 대만 투어를 시작으로, 쇼노트의 뮤지컬 콘텐츠도 해외로 진출하고 있다.
한편, 쇼노트는 드라마 제작사 히든시퀀스에 출자함으로써 2017년부터 드라마 사업에도 진출하고 있다.

## 제작 작품

### 뮤지컬
- 제이미
- 리지
- 그레이트 코멧
- 헤드윅
- 벽을 뚫는 남자
- 버자이너 모놀로그
- 굿바디
- 졸업
- 첫사랑
- 스핏 파이어 그릴
- 펌프 보이즈
- 미녀는 괴로워
- 톡식 히어로
- 구텐버그
- 블러드 브라더스
- 미스터 마우스
- 신흥무관학교
- 매디슨 카운티의 다리
- 젠틀맨스 가이드 : 사랑과 살인편
- 멤피스
- 이프덴

### 연극
- 알앤제이
- 조지아 맥브라이드의 전설

## 같이 보기
- 카카오엔터테인먼트
- 스타쉽 엔터테인먼트